# Seznam neperiodických komet
Neperiodické komety (neboli dlouhodobé komety) jsou komety, které nemají pozorovaný a potvrzený více než jeden průchod perihéliem. Jejich oběžné dráhy jsou tak velké, že jeden oběh kolem Slunce jim trvá 200 a více let. Patří mezi jediné zjevení komety, které prochází vnitřní sluneční soustavou jen jednou. Neperiodické komety se nacházejí v blízkosti parabolických drah, proto se nemohou vrátit do blízkosti Slunce po stovky či tisíce let. Například Delavanova kometa prolétla v roce 1914 a nebude viděna ze Země dalších 24 milionů let. Někteří používají termín neperiodická kometa jen pro ty komety, které se do blízkosti Slunce už nikdy nevrátí. Mezi komety, které se neočekávaně vrátily do vnitřní sluneční soustavy, patří C / 1980 E1, C / 2000 U5(LINEAR), C / 2001 Q4 (NEAT), C / 2009 R1, C / 1956 R1, a C / 2007 F1 (LONEOS).
Oficiální názvy neperiodických komet začínají písmenem „C“. Komety, které byly ztraceny nebo zmizely, mají jména začínající písmenem ,,Q´´
Následující část je seznam neperiodických komet, které se objevily ve sluneční soustavě:

## Po roce 1910
| Kometa                                                                 | Objevitel/é, datum objevu                                                                                  |
| ---------------------------------------------------------------------- | --- |
| Neowise (C/2020 F3)                                                    | Wide-field Infrared Survey Explorer (WISE), (27. březen 2020)                                              |
| Zhu–Balam (C/1997 L1)                                                  | Zhu Jin (3. červen, 1997) a David D. Balam (8. červen, 1997)                                               |
| Yi–SWAN (C/2009 F6)                                                    | Yi Dae am a Robert D. Matson, 26. březen, 2009                                                             |
| Lulin (C/2007 N3)                                                      | Ye Quanzhi and Lin Chi-Sheng, Lulin Observatory, 11. červenec, 2007                                        |
| Brooks (C/1911 O1, 1911 V, 1911c)                                      | William Robert Brooks, 21. červenec, 1911                                                                  |
| ISON (C/2012 S1)                                                       | Vitalij Nevský a Artjom Novičonok, 21. září 2012                                                           |
| Bradfield (C/2004 F4)                                                  | William A. Bradfield, 12. duben, 2004                                                                      |
| SWAN (C/2012 E2)                                                       | Vladimir Bezugly, 8. březen, 2012                                                                          |
| Seki–Lines (C/1962 C1, 1962 III, 1962c, Reitberg–Blakesen, Khokhlov )  | Tsutomu Seki a Richard D. Lines, 4. únor, 1962                                                             |
| Lovejoy (C/2011 W3)                                                    | Terry Lovejoy, 27. listopad, 2011                                                                          |
| Utsunomiya–Jones (C/2000 W1)                                           | Syogo Utsunomiya a Albert F. A. L. Jones, 18. listopad, 2000                                               |
| Arend-Roland (C/1956 R1, 1957 III, 1956h)                              | Sylvain Julien Victor Arend a Georges Roland, 8. listopad, 1956                                            |
| Matičič (C/2008 Q1)                                                    | Stanislav Matičič, Črni Vrh Observatory (první kometa objevena ve Slovinsku)                               |
| Beljawsky (C/1911 S3, 1911 IV, 1911g)                                  | Sergei Ivanovich Beljawsky, 29. září, 1911                                                                 |
| Austin (C/1989 X1, 1990 V, 1989c1)                                     | Rodney Austin, 6. prosinec, 1989                                                                           |
| McNaught (C/2009 R1)                                                   | Robert McNaught, 9. září, 2009                                                                             |
| McNaught (C/2006 P1)                                                   | Robert McNaught, 7. srpen, 2006                                                                            |
| McNaught–Russell (C/1993 Y1, 1994 XI, 1993v)                           | Robert H. McNaught, Kenneth S. Russell, 17. prosinec, 1993                                                 |
| SWAN (C/2006 M4)                                                       | Robert D. Matson a Michael Mattiazzo, 20. červen, 2006                                                     |
| West (C/1975 V1, 1976 VI, 1975n)                                       | Richard Martin West, 10. srpen, 1975                                                                       |
| de Kock–Paraskevopoulos (C/1941 B2, 1941 IV, 1941c)                    | Reginald Purdon de Kock, 15. leden, 1941 a Paraskevopoulos, 23. leden, 1941                                |
| Stonehouse (C/1998 H1)                                                 | Patrick L. Stonehouse, 27. duben, 1998                                                                     |
| PANSTARRS (C/2011 L4)                                                  | PanSTARRS, 6. červen, 2011                                                                                 |
| NEAT (C/2001 Q4)                                                       | Near Earth Asteroid Tracking, 27. srpen, 2001                                                              |
| Humason (C/1961 R1, 1962 VIII, 1961e)                                  | Milton L. Humason, 1. září, 1961                                                                           |
| Kohoutek (C/1973 E1, 1973 XII, 1973f)                                  | Luboš Kohoutek, 7. březen, 1973                                                                            |
| LONEOS (C/2007 F1)                                                     | Lowell Observatory Near-Earth-Object Search, 19. březen, 2007                                              |
| LINEAR (C/2000 U5)                                                     | Lincoln Near-Earth Asteroid Research, 29. září, 2000                                                       |
| Elenin (C/2010 X1)                                                     | Leonid Elenin, 10. prosinec, 2010                                                                          |
| Ikeya-Seki (C/1965 S1, 1965 VIII, 1965f)                               | Kaoru Ikeya, Tsutomu Seki, September 18, 1965                                                              |
| Skjellerup–Maristany (C/1927 X1, 1927 IX, 1927k)                       | John Francis Skjellerup, 28. listopad, 1927, Edmundo Maristany, 6. leden, 1927                             |
| Bennett (C/1969 Y1, 1970 II, 1969i)                                    | John Caister Bennett, 28. prosinec, 1969                                                                   |
| Pojmański (C/2006 A1)                                                  | Grzegorz Pojmański, 2. leden, 2006                                                                         |
| White–Ortiz–Bolelli (C/1970 K1, 1970 VI, 1970f)                        | Graeme Lindsay White, 18. květen, 1970, Emilio Ortiz, 21. květen, 1970, a Carlos Bolelli, 22. květen, 1970 |
| Eclipse Comet (C/1948 V1, 1948 XI, 1948l)                              | Poprvé spatřeno úplné zatmění Slunce 1. listopadu v Nairobi, 1948                                          |
| Bowell (C/1980 E1)                                                     | Edward L. G. Bowell, 11. únor, 1980. Známa většina hyperbolických komet.                                   |
| Siding Spring (C/2007 Q3)                                              | Donna Burton v Siding Spring Observatory, 25. srpen, 2007                                                  |
| Machholz (C/2004 Q2)                                                   | Donald Machholz, 27. srpen, 2004                                                                           |
| Great Southern Comet (C/1947 X1, 1947 XII, 1947n)                      | 7. prosinec, 1947                                                                                          |
| Catalina (C/1999 F1)                                                   | Catalina Sky Survey, 23. září, 1999                                                                        |
| Skorichenko–George (C/1989 Y1, 1990 VI, 1989e1)                        | Boris N. Skorichenko a Doug George, 17. prosinec, 1989                                                     |
| Mrkos (C/1957 P1, 1957 V, 1957d)                                       | Antonín Mrkos, 29. červenec, 1957                                                                          |
| Boattini (C/2007 W1)                                                   | Andrea Boattini, 20. listopad, 2007                                                                        |
| Hale-Bopp (C/1995 O1)                                                  | Alan Hale a Thomas Bopp, 23. červenec, 1995                                                                |
| Wilson–Hubbard (C/1961 O1, 1961 V, 1961d, Drakesen, Portlock–Weinberg) | A. Stewart Wilson a William B. Hubbard, 23. červenec, 1961                                                 |
| Lemmon (C/2012 F6)                                                     | A. R. Gibbs, 23. březen, 2012                                                                              |

## 1910 a dříve (chronologicky)
| Kometa                                                          | Objevitel/é, datum objevu |
| --------------------------------------------------------------- | --- |
| C/−43 K1 (Kometa Caesar)                                        | 18. květen, 44 BC (China); názvy z římské antiky: sidus Iulium nebo Caesaris astrum; absolutní hodnota: −4.0, jedna z pěti komet, o které je známo, že měla negativní absolutní hodnotu a možná i nejjasnější světlo v zaznamenané historii |
| X/1106 C1 (Velká kometa z roku 1106)                            | 2. únor, 1106. Jeden z Kreutz Sungrazers |
| C/1577 V1 (Velká kometa z roku 1577) (1577 I)                   | 1. listopad, 1577, absolutní hodnota: −1.8, jedna z pěti komet, o kterých víme, že měla negativní absolutní hodnotu |
| C/1652 Y1                                                       | van Riebeeck, 17. prosinec, 1652 (Kapské Město, Jižní Afrika) |
| Kirchova Kometa (C/1680 V1)                                     | Kirch, 14. listopad, 1680 (první teleskopický objev komety) |
| C/1686 R1                                                       | van der Stel, 12. srpen, 1686 (Kapské Město, Jižní Afrika) |
| C/1689 X1                                                       | van der Stel, 24. listopad, 1689 (Kapské Město, Jižní Afrika) |
| C/1702 H1                                                       | Francesco Bianchini & Giacomo Filippo Maraldi |
| Kometa z roku 1729 (C/1729 P1, 1729, Kometa Sarabat)            | Sarabat,1. srpen, 1729 absolutní hodnota: −3.0, jedna z pěti komet, o kterých víme, že měla negativní absolutní hodnotu. |
| C/1743 X1 (1744, Kometa Klinkenberg–de Chéseaux)                | Klinkenberg, 9. prosinec, 1743, a de Chéseaux, 13. prosinec, 1743 |
| C/1746 P1 (1747)                                                | de Chéseaux, 13. srpen, 1746, absolutní hodnota: −0.5, jedna z pěti komet, o kterých víme, že měla negativní absolutní hodnotu. |
| Velká Kometa z roku 1760 (C/1760 A1, 1759 III, Pařížská kometa) | 7. leden, 1760 |
| Napoleonova kometa (C/1769 P1, 1769)                            | Charles Messier, 8. srpen, 1769 |
| Velká Kometa z roku 1771 (C/1771 A1, 1770 II)                   | 9. leden, 1771 |
| Velká Kometa z roku 1783 (C/1783 X1, 1784)                      | de la Nux,15. prosinec, 1783 |
| Velká Kometa z roku 1807 (C/1807 R1, 1807)                      | Castrogiovanni, 9. září, 1807 |
| Velká Kometa z roku 1811 (C/1811 F1)                            | Flaugergues, 25. září, 1811 |
| Velká Kometa z roku 1819 (C/1819 N1, 1819 II, Kometa Tralles)   | Tralles, 1. červenec, 1819 |
| Velká Kometa z roku 1823 (C/1823 Y1, 1823)                      | 24. prosinec, 1823 |
| Kometa Pons (C/1825 N1, 1825 IV)                                | Pons, 18. červenec, 1825 |
| Velká Kometa z roku 1830 (C/1830 F1, 1830 I)                    | Faraguet, 16. březen, 1830 (Mauricius) a Fallows, 20. březen, 1830 (Kapské Město, Jižní Afrika). H. C. Dwerhagen, 18. březen, 1830 (Buenos Aires)                                                                                           |
| Velká Kometa z roku 1831 (C/1831 A1, 1830 II)                   | Herapath, 7. prosinec, 1831 |
| Velká Kometa z roku 1843 (C/1843 D1, 1843 I)                    | 5. únor, 1843 |
| Velká Kometa z roku 1844 (C/1844 Y1, 1844 III)                  | 17. prosinec, 1844 |
| Velká Kometa z roku 1845 (C/1845 L1, 1845 III)                  | 2. červen, 1845 |
| Kometa Hind (C/1847 C1, 1847 I)                                 | Hind, 6. únor, 1847 |
| Kometa slečny Mitchell (C/1847 T1, 1847 VI)                     | Mitchell, 1. říjen, 1847 |
| Kometa Klinkerfues (C/1853 L1, 1853 III)                        | Klinkerfues, 11. červen, 1853 |
| Velká Kometa z roku 1854 (C/1854 F1, 1854 II)                   | 23. březen, 1854 |
| Kometa Donati (C/1858 L1, 1858 VI)                              | Donati, 2. červen, 1858 |
| Velká Kometa z roku 1860 (C/1860 M1, 1860 III)                  | 18. červen, 1860 |
| Kometa Thatcher (C/1861 G1)                                     | A. E. Thatcher z New Yorku, 5. květen, 1861 |
| Velká Kometa z roku 1861 (C/1861 J1, 1861 II)                   | Tebbutt, 13. květen, 1861 |
| Velká Kometa z roku 1865 (C/1865 B1, 1865 I)                    | 17. leden, 1865 |
| Kometat Coggia (C/1874 H1, 1874 III)                            | Coggia, 17. duben, 1874 |
| Velká Kometa z roku 1880 (C/1880 C1, 1880 I)                    | 1. únor, 1880 |
| Velká Kometa z roku 1881 (C/1881 K1, 1881 III, 1881b)           | Tebbutt, 22. květen, 1881. W. G. Davis, 25. květen, 1881. |
| Kometa Wells (C/1882 F1, 1882 I, 1882a)                         | Wells, 18. březen, 1882 |
| Velká Kometa z roku 1882 (C/1882 R1, 1882 II, 1882b)            | 1. září, 1882, Odhadovaná velikost: −17 (C/1882 R1, C/1945 X1 a C/1965 S1 mohou být úlomky z X/1106 C1). Možný první objevitel B. A. Gould                                                                                                  |
| Velká Kometa z roku 1887 (C/1887 B1, 1887 I, 1887a)             | Thome, 18. leden, 1887, „The Headless Wonder“ |
| Velká Kometa z roku 1901 (C/1901 G1, 1901 I, 1901a)             | 23. duben, 1901 |
| Velká Kometa z roku 1910 (C/1910 A1), neplést s 1P/Halley       | Innes, 12 leden, 1910 |